# Isoctenus janeirus
Isoctenus janeirus là một loài nhện trong họ Ctenidae.
Loài này thuộc chi Isoctenus. Isoctenus janeirus được Charles Athanase Walckenaer miêu tả năm 1837.